# Pierres de gué
Ne doit pas être confondu avec Pas japonais.
Les pierres de gué sont des bloc rocheux, naturels ou taillés, disposés en travers d'un cours d'eau, parfois à travers un lac, afin de permettre son franchissement par des piétons. C'est l'une des formes les plus rudimentaires de franchissement avec le tronc d'arbre disposé en travers du cours d'eau. Son évolution comprend le pont en dalles de pierre. Les pierres sont généralement disposées dans une faible profondeur d'eau, en l'occurrence un gué ou un radier.
Le pas japonais repose sur le même principe mais se rencontre généralement dans les pelouses ou les zones gravillonnées. Lorsque des planches sont utilisées à la place des pierres, notamment dans les zones marécageuses, les tourbières, etc, on parle de caillebotis.
Les pierres de gué peuvent être adaptées sous la forme de jeu pour enfant, le manquement d'une pierre avec la pose d'un pied au sol entraînant une pénalité ou la fin de la partie pour le participant.

## Dans la culture
Sous la forme de plaques en verre à la place des pierres, les pierres de gué sont présentes dans la série télévisée sud-coréenne Squid Game diffusée sur Netflix en 2021.

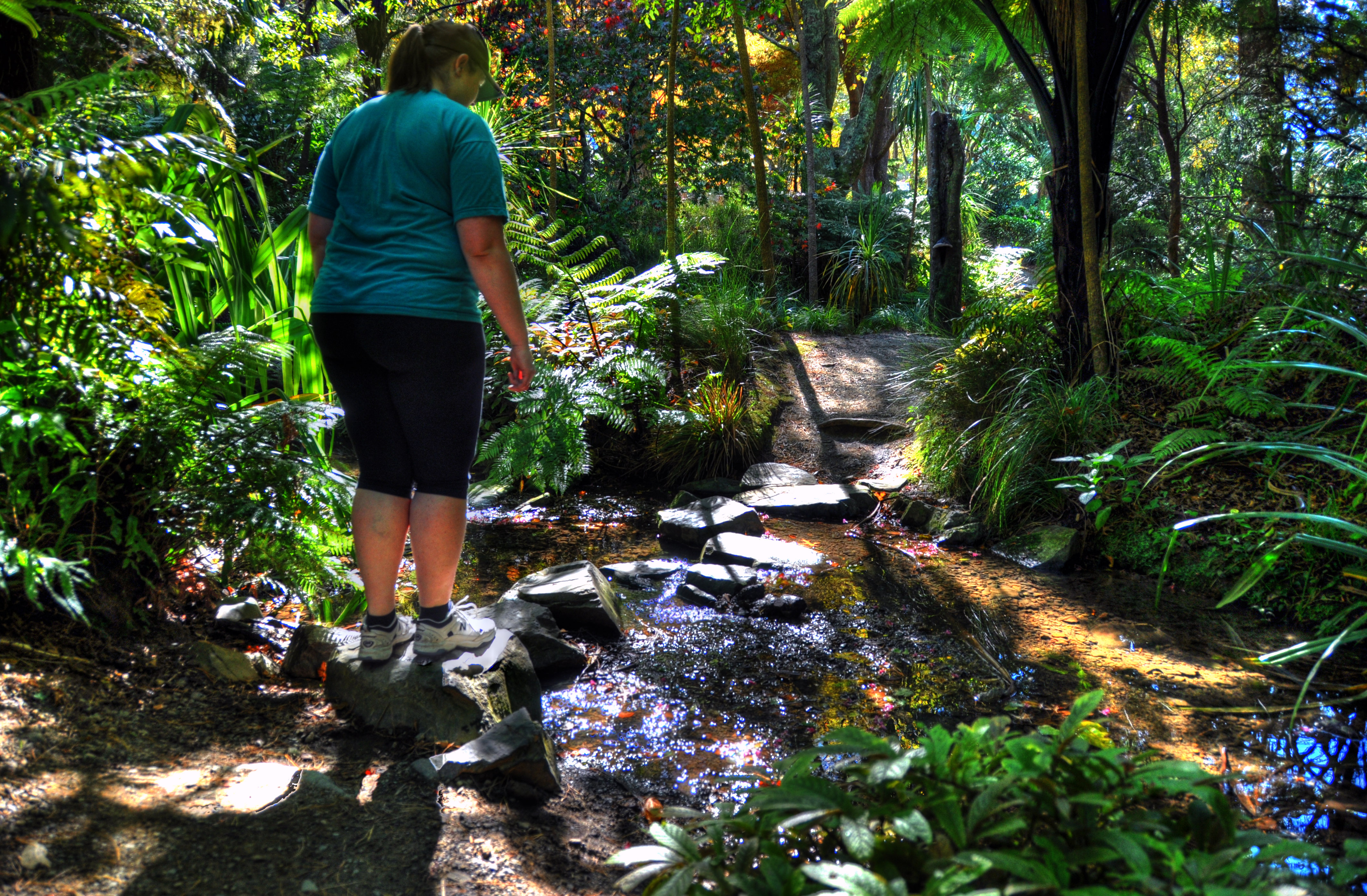
Randonneuse s'apprêtant à franchir un ruisseau à l'aide de pierres de gué en Nouvelle-Zélande.
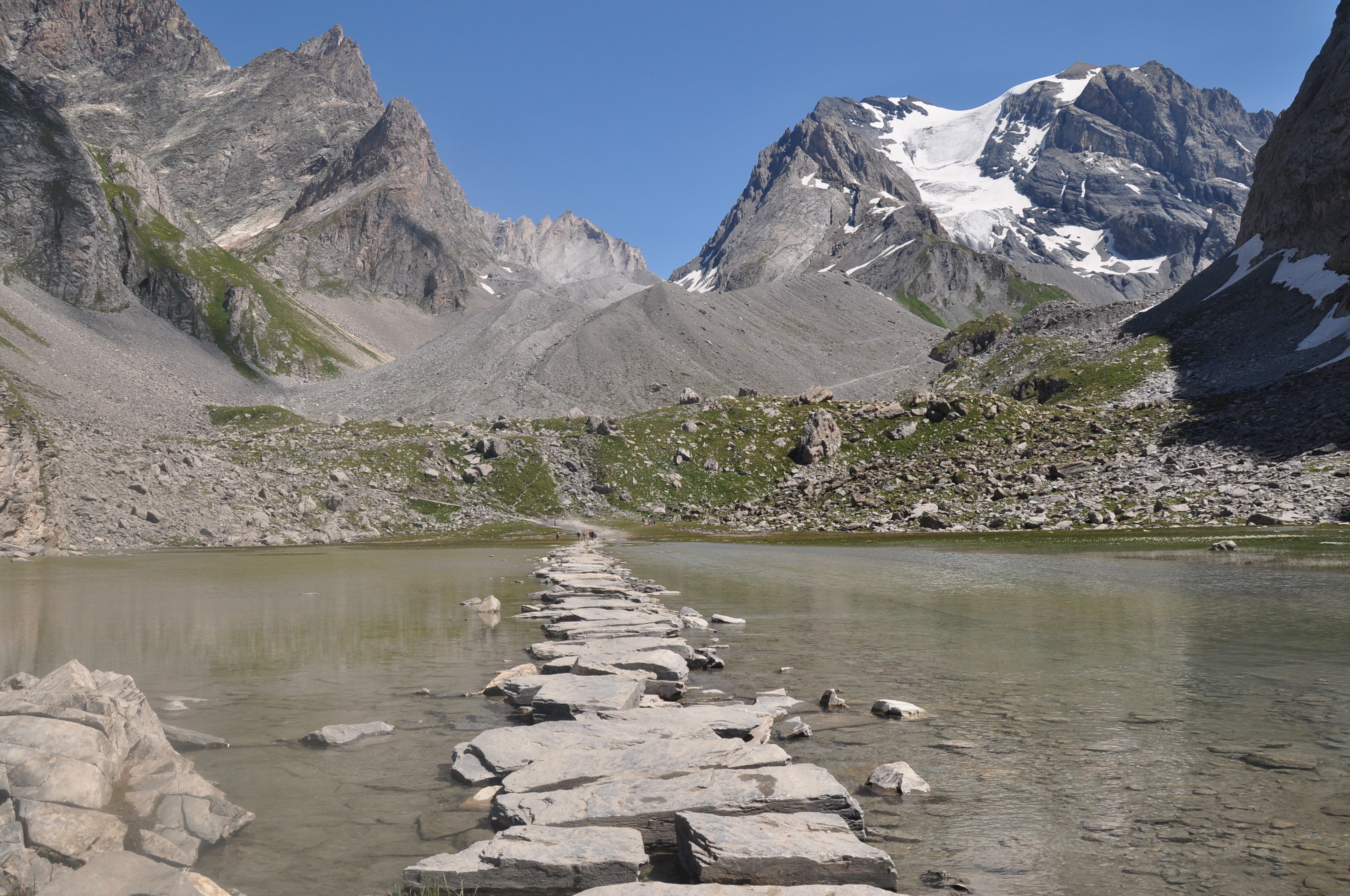
Pierres de gué permettant de traverser le lac des Vaches dans les Alpes françaises.